# Carnaval de Alcázar de San Juan
El Carnaval de Alcázar de San Juan, declarado fiesta de interés turístico Nacional, se caracteriza porque, a diferencia del resto de carnavales de España, se celebra en navidades. El día del entierro de la sardina coincide con el 28 de diciembre, día de los Santos Inocentes. El carnaval se celebra en Navidad, debido a una disputa entre el tercer estado y la nobleza, decidiendo entonces hacer la fiesta en Navidad para contrariar a los nobles. Durante estos días se puede disfrutar de coloridos desfiles de carrozas, comparsas y máscaras, con asociaciones de la localidad así como de otras partes de la región. El Carnaval de Alcázar de San Juan finaliza el 28 de diciembre con el tradicional “Entierro de la Sardina” en el que los vecinos salen por las calles de la localidad vestidos de luto acompañando a una estatua de la conocida sardina. Cuando llegan a la plaza de toros la sardina es quemada en una hoguera.